# ソフィヤ・ナレピンスカ＝ボイチュク

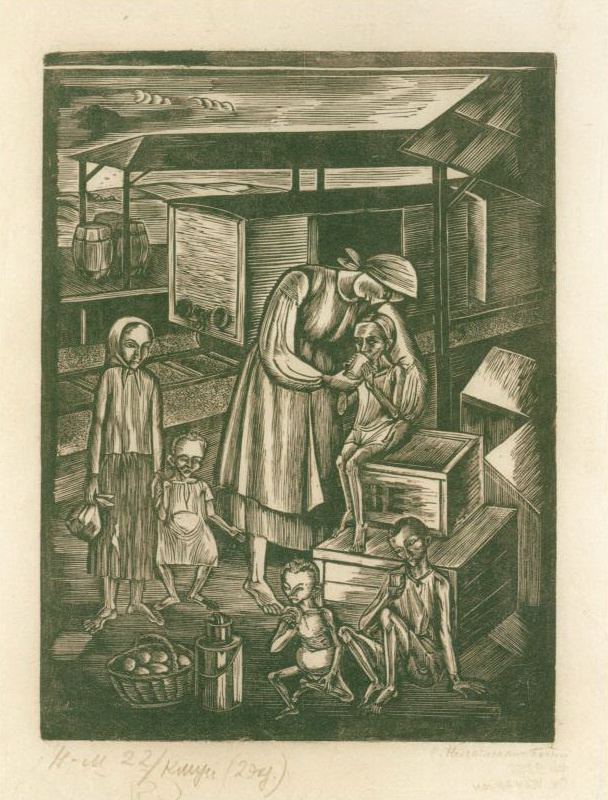
『飢餓』（ホロドモールをモチーフにした作品）

ソフィヤ・オレクサンドリヴナ・ナレピンスカ＝ボイチュク（ウクライナ語: СофіяОлександрівнаНалепинська-Бойчук, 英: Sofiya Oleksandrivna Nalepinska-Boychuk, 1884年7月30日 ウッチ - 1937年12月11日 キエフ）は、ポーランド生まれのウクライナの画家、版画家。現在は木版画作品で知られる。50代で政治活動家として処刑され、1980年代に名誉を回復している。

## 履歴
鉄道技師の父、ピアニストの母のあいだにソフィヤ・オレクサンドリヴナ・ナレピンスカとして生まれる。父の異動に伴われ、1890年に故国ポーランドからサンクトペテルブルクへ移ると、ポーランドの画家 ヤン・スプラウリンスキー（英: Jan Ciągliński、1858年-1913年）から初めて絵の手ほどきを受けた。その後ミュンヘンに移るとハンガリーの画家シモン・ホローシ（英: Simon Hollósy、1857年-1918年gp）の個人レッスンの生徒になる。パリでアカデミー・ランソン（フランス語: Académie Ranson）に進むとフェリックス・ヴァロットンとモーリス・ドニと出会い、共作した。1909年に卒業、在学中に親しくなったウクライナの芸術家、ミハイロ・ボイチュク（ 英: Mykhailo Boychuk（ウクライナ亡命芸術家協会主宰）と友人と一緒にイタリア旅行に出かけるとガリシアに戻り、やがて地元の芸術家コミュニティに顔を出すようになる。
郷里でもボイチュクと連絡をかわし、1917年にキエフで結婚、ウクライナ語を学ぶとすぐに文化を吸収していく。息子をもうけ（1918年）、教師としてミルゴロド美術学校（1919年−1921年）からキエフ造形芸術研究所に移り、キシログラフィー教室で責任者を務め、1929年まで在職する。
夫ミハイロ・ボイチュクの名前に由来する芸術運動ボイチュキズムでは中心人物だった｡
1936年、大粛清が行われ､夫とともに内務人民委員部に政治活動家として逮捕された。容疑はスパイ活動と反共産主義革命活動で、12月と翌7月にそれぞれ銃殺刑に処された。二人は処刑されたルネサンス世代の代表と考えられている。
作品の多くは木版画の挿絵であり、採用された主な作家群はタラス・シェフチェンコ、ドミトリー・マミン・シビリヤク（英: Dmitry Mamin-Sibiryak）、シュテパン・ヴァシリチェンコ（英: Stepan Vasilychenko）である。紙幣と国債をデザインしたのはウクライナ独立戦争（1917年-1921年）の時期で、1934年の公表後、実用はされなかった。
名誉回復は1988年、国立アカデミーは1996年、40名のひとりとしてその名を弾圧された芸術家記念碑に刻んで顕彰した。

## 作品

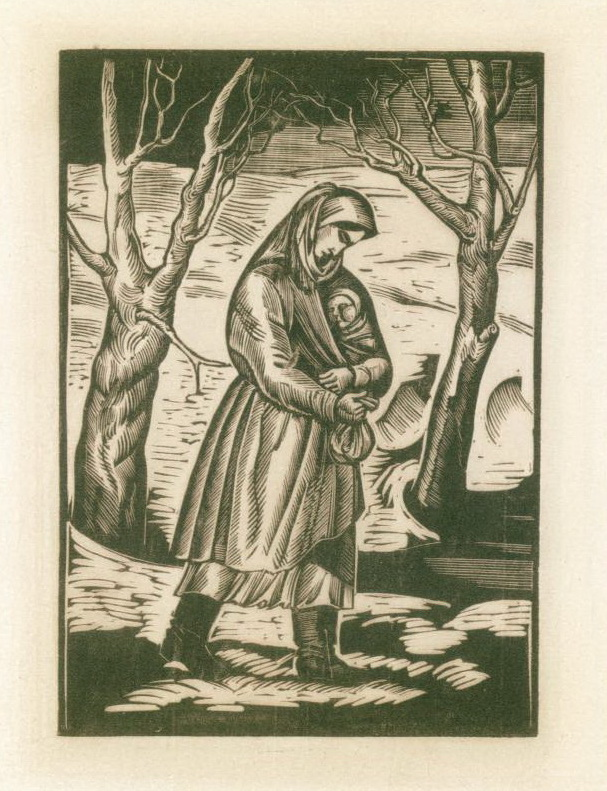
タラス・シェフチェンコの詩『カテルィーナ（ウクライナ語版）』より「亡命」
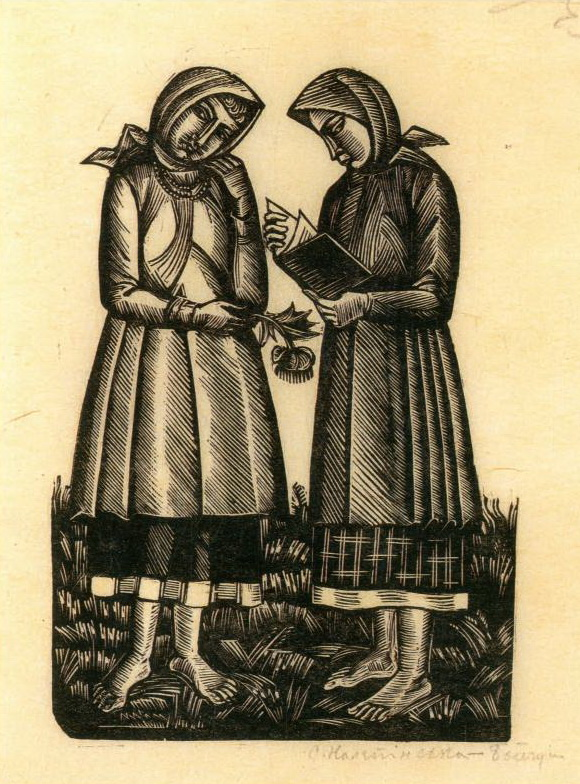
「本を持つ少女」
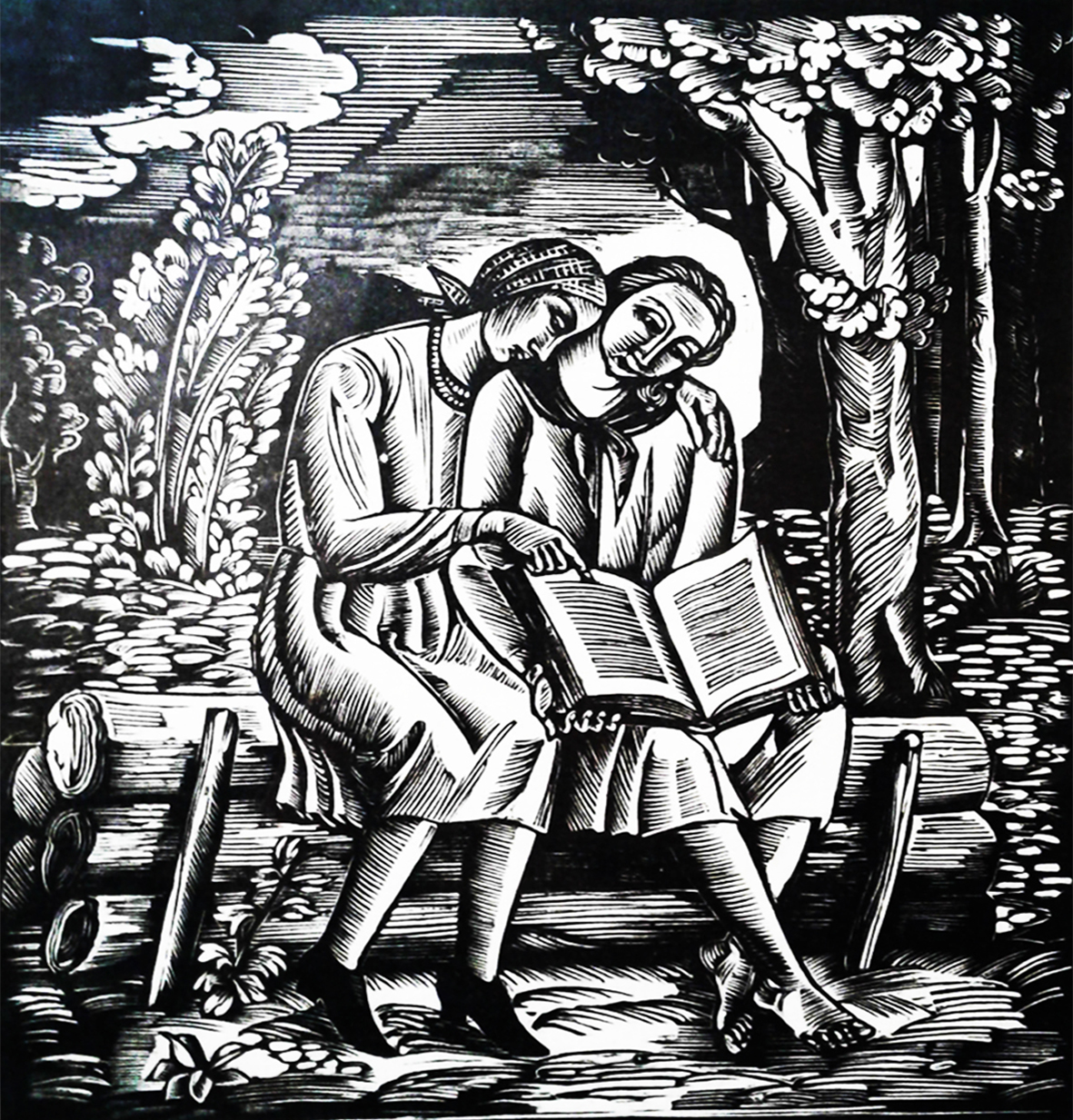
「本を持つ少女」
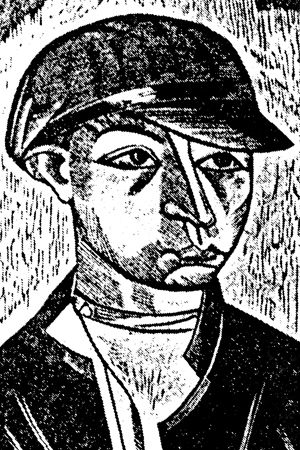
「若年労働者」

### 注
1. ↑  姓の綴り方に次の形がある。ウクライナ語: Нелепинська-Бойчук、ウクライナ語: Налепінська-Бойчук。
2. ↑  1924年にキエフ美術研究所に改称、現・国立視覚芸術建築アカデミー。

## 関連文献
- MF Dmitryenko; Налепинська-БойчукСофіяОлександрівна
- Serhii Bilokin; СмертьСофіїНалепінської-Бойчук